# بيتي موريسي
بيتي موريسي (بالإنجليزية: Betty Morrissey)‏ هي ممثلة أمريكية، ولدت في 1908 بنيويورك في الولايات المتحدة، وتوفيت بنفس المكان في 20 أبريل 1944.

## أعمال

### أفلام
- (1923) امرأة باريس

## وصلات خارجية
- بيتي موريسي على موقع IMDb (الإنجليزية)
- بيتي موريسي على موقع أول موفي (الإنجليزية)
- بيتي موريسي على موقع قاعدة بيانات الأفلام السويدية (السويدية)
- بيتي موريسي على موقع قاعدة بيانات الفيلم (الإنجليزية)